# Nayah
Nayah, pseudonimo di Sylvie Mestres (Perpignano, 29 settembre 1960), è una cantante francese.
Ha rappresentato la Francia all'Eurovision Song Contest 1999.

## Biografia
Nayah è stata una dei dodici artisti partecipanti al programma di selezione francese per la ricerca del rappresentante nazionale per l'Eurovision Song Contest 1999, dove ha cantato il suo inedito Je veux donner ma voix, ottenendo una schiacciante vittoria nel televoto. Al contest ha ricevuto due punti dalle giurie di Irlanda, Lituania e Turchia e otto dal televoto norvegese, totalizzando 14 punti e piazzandosi 19ª su 23 partecipanti. Il singolo ha trascorso una sola settimana nella classifica francese, piazzandosi al 100º posto il 29 maggio 1999. La cantante è aderente al movimento raeliano, al quale ha dedicato un suo singolo del 1988, Elohim.

## Discografia

### Album
- 2013 - Je suis

### EP
- 2018 - N'efface pas demain

### Singoli
- 1980 - L'An 1999
- 1988 - Elohim / Imagine liberté
- 1989 - Toi et moi (con Michaël Fuks)
- 1999 - Je veux donner ma voix
- 2010 - Enfant rêve